# Kunstencentrum VIERNULVIER
Kunstencentrum VIERNULVIER vzw is een Vlaamse kunstinstelling die een podium biedt aan diverse kunstdisciplines in De Vooruit in Gent waar het instaat voor het beheer van de vijf belangrijkste zalen (Balzaal, Theaterzaal, Domzaal, Concertzaal en het Café). Het centrum organiseert er debatten, literatuuravonden, feesten, festivals, concerten, filmvertoningen, dans- en theatervoorstellingen en doet dit ook op andere plaatsen in binnen- en buitenland.

## Geschiedenis
In 1982 werd het Socio-Cultureel Centrum Vooruit opgericht als culturele doorstart na een periode waarin de gebouwen in verval waren geraakt. In 1988 werd de organisatie herdoopt tot Kunstencentrum Vooruit, die in 1993 als werd erkend door het Vlaams Podiumkunstendecreet met bijhorende subsidies.
In 2007 kreeg het kunstencentrum de Prijs van de Vlaamse Gemeenschap voor Algemene Culturele Verdienste.
In 2013 vierde het kunstencentrum het 100-jarig bestaan van De Vooruit met een speciaal programma en diverse activiteiten, zowel in het Feestlokaal als in de stad.
In mei 2022 veranderde de vzw haar naam in Kunstencentrum VIERNULVIER met 404 als verwijzing naar error 404, de foutmelding bij een onbereikbare webpagina. Het Gentse kunstencentrum zag zich genoodzaakt een nieuwe naam te zoeken nadat de politieke partij SP.A zijn naam in Vooruit had veranderd. Het gebouw De Vooruit, waarin het kunstencentrum is gehuisvest, behield wel gewoon haar naam.